# Psychotria lasiostylis
Psychotria lasiostylis är en måreväxtart som beskrevs av Johannes Müller Argoviensis. Psychotria lasiostylis ingår i släktet Psychotria och familjen måreväxter. Inga underarter finns listade i Catalogue of Life.